# Habitat 67

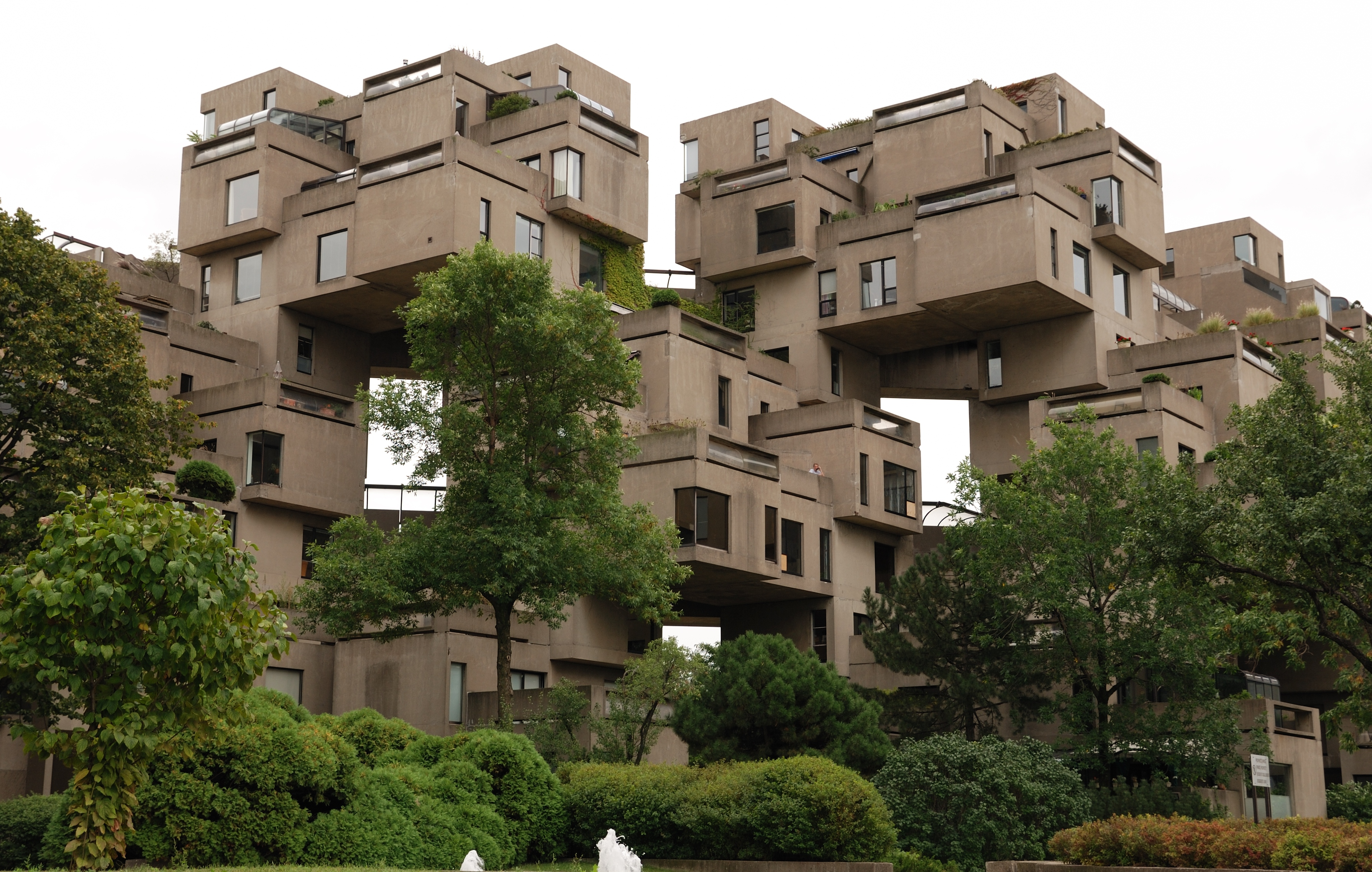
Habitat 67 visto da rua.

Habitat 67, ou simplesmente Habitat, é um complexo de apartamentos residenciais situado em Montreal, Canadá, desenhado pelo arquiteto israelo–canadiano Moshe Safdie. Foi concebido originalmente como tese de doutoramento em arquitetura na Universidade McGill e posteriormente construído como pavilhão para a Expo 67, a Exposição Universal celebrada entre abril e outubro de 1967. Fica no número 2600 da Avenue Pierre-Dupuy, no cais Marc-Drouin, junto ao rio São Lourenço. Habitat 67 é considerado um marco arquitetónico e um dos edifícios mais reconhecíveis e significativos de Montreal e do Canadá.

## História

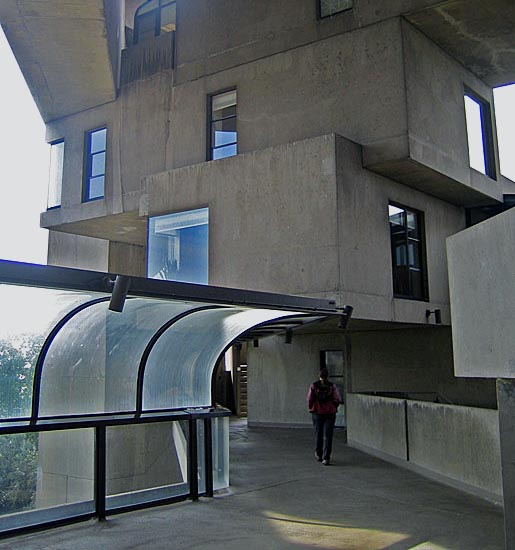
Vista do complexo a partir de uma passagem semicoberta que liga duas secções de unidades.

O desenho de Safdie para o Habitat 67 começou por ser um projeto de tese para a sua carreira de arquitetura na Universidade McGill. foi "altamente reconhecido" na instituição, embora Safdie tenha mencionado que não conseguiu vencer o Prémio Pilkington, um prémio para a melhor tese nas escolas de arquitetura do Canadá, sendo isso prova inicial da sua natureza polémica. Depois de deixar de trabalhar com Louis Kahn em Filadélfia, Safdie foi abordado por Sandy van Ginkel, seu antigo orientador de tese, para realizar o plano diretor da Expo 67, a exposição universal que ia celebrar-se em Montreal. Safdie decidiu propor a sua tese como um dos pavilhões e começou a desenvolver o seu projeto. Depois de Mitchell Sharp, o ministro do gabinete federal responsável da exposição, e Lester B. Pearson terem aprovado o projeto em Ottawa, o Diretor de Instalações da Expo 67, Edward Churchill, deu a bênção a Safdie para deixar o comité de planificação e trabalhar no projeto do edifício como arquiteto independente. O projeto foi adjudicado a Safdie apesar da sua relativa juventude e pouca experiência, uma oportunidade que descreveu posteriormente como "um conto de fadas, um maravilhoso conto de fadas".
O projeto foi financiado pelo governo federal, mas hoje é propriedade dos seus inquilinos, que formaram uma sociedade limitada que comprou o edifício à Canada Mortgage and Housing Corporation em 1985. Safdie, porém, tem um escritório no edifício.

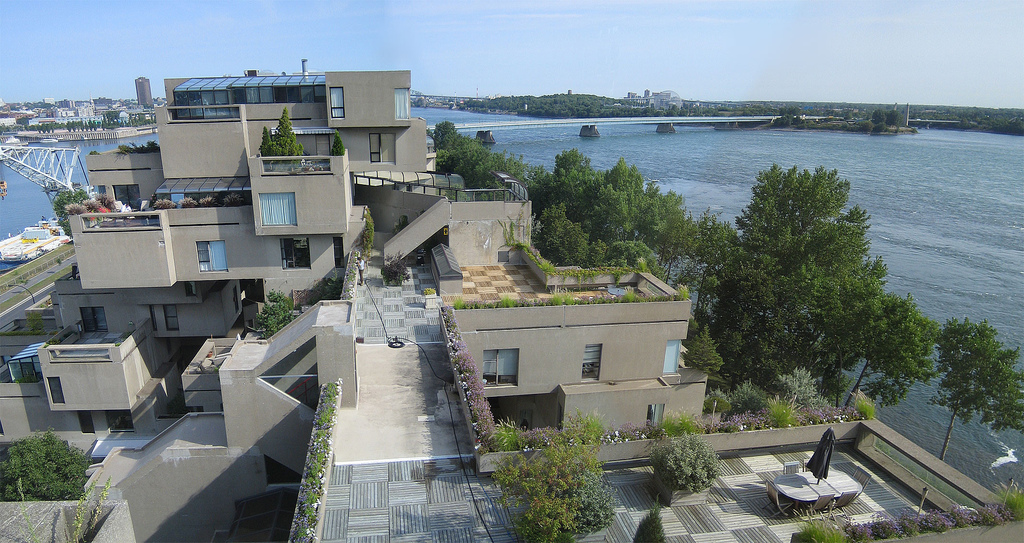
As formas entrelaçadas, passagens ligadas e terraços ajardinados do Habitat 67 foram a chave para conseguir o objetivo de Safdie de um meio privado e natural dentro de um denso espaço urbano.

## Conceito e desenho
Habitat 67 contém 354 blocos pré-fabricados de cimento (betão armado) idênticos e dispostos em diferentes combinações, que alcançam até 12 pisos de altura. Juntas, estas unidades criam 146 residências de diferentes tamanhos e configurações, formadas por entre uma e oito unidades de cimento ligadas. O complexo continha originalmente 158 apartamentos, mas vários apartamentos foram unidos para criar unidades maiores, reduzindo o número total. Cada unidade está ligada a pelo menos um terraço privado, que tem entre 20 e 100 m2.
O projeto foi concebido para integrar os benefícios das casas suburbanas, i.e., jardins, ar fresco, privacidade e várias plantas, com os benefícios económicos e a densidade de um edifício urbano moderno de apartamentos. Supunha-se que ilustrava o novo estilo de vida no qual viveriam as pessoas em cidades cada vez mais povoadas de todo o mundo. O objetivo de Safdie de que o projeto fosse de habitação acessível fracassou: a procura das unidades do edifício tornou-as muito mais caras que o que se concebera originalmente. Além disso, a estrutura existente pretendia ser apenas a primeira fase de um complexo muito mais vasto, mas o alto custo dos 140000 C$ por unidade veio a impedi-lo.
O tema da Expo 67 foi "O Homem e o seu Mundo", tomado da autobiografia de Antoine de Saint-Exupéry, Terre des hommes (literalmente "terra dos homens", embora tenha sido publicado com o título Vento, Areia e Estrelas). a habitação também foi um dos temas principais da Expo 67. Habitat 67 converter-se-ia num pavilhão temático visitado por milhares de pessoas de todo o mundo, e durante a exposição também serviu como residência temporária dos muitos dignitários que visitaram Montreal.
Em março de 2012, o Habitat 67 venceu uma sondagem online da Lego Architecture e é um candidato para ser adicionado à lista de edifícios famosos que inspiraram uma réplica especial da Lego. De facto, foram usadas peças de Lego no desenho inicial do Habitat; segundo a empresa de Safdie, "as maquetas iniciais do projeto foram construídas usando peças de Lego, e as versões posteriores também se construíram assim”.

## Legado
Como um dos principais símbolos da Expo 67, à qual assistiram mais de 50 milhões de pessoas, o Habitat 67 conseguiu fama mundial como "experiência fantástica" e uma "maravilha arquitetónica". Esta experiência foi um êxito e um fracasso: "redefiniu a vida urbana" e desde então converteu-se numa "cooperativa de grande êxito", mas ao mesmo tempo não conseguiu revolucionar a habitação acessível ou iniciar uma onda de projetos modulares prefabricados como Safdie tinha imaginado. Apesar destes problemas, a fama e o êxito do Habitat 67 "fizeram a reputação [de Safdie]" e ajudaram a lançar a sua carreira; Safdie desenharia mais de 75 edifícios e planos diretores por todo o mundo.
Mesmo presentemente, mais de 40 anos após a construção do Habitat 67, grande parte do trabalho de Safdie está relacionado aos conceitos que foram fundamentais para o seu desenho, especialmente os temas de reimaginar as residências de alta densidade e melhorar a integração social mediante a arquitetura, que se converteram em "sinónimos" do seu trabalho.

## Na cultura popular
- O vídeo musical da canção "In My Secret Life", de Leonard Cohen, foi gravado no complexo
- O edifício surge na comédia Blades of Glory como residência dos atletas olímpicos
- Pode-se ver uma cópia da estrutura em "Face – Make Up", o 13.º episódio da série de animação televisiva Ghost in the Shell: S.A.C. 2nd GIG
- O complexo Habitat 67 aparece na capa do álbum The North do grupo canadiano de pop-rock Stars
- O edifício aparece proeminentemente no filme britânico-canadiano The Disappearance, de 1977
- Pode-se ver uma cópia do edifício numa pintura mate usada no episódio "Wink of an Eye" da terceira temporada de "Star Trek: The Original Series".